# Thomas Saaty
Thomas Lorie Saaty (Mossul, Iraque, 18 de julho de 1926 – Pittsburgh, Estados Unidos, 14 de agosto de 2017) foi um matemático estado-unidense, professor da Universidade de Pittsburgh, onde lecionou na Escola Katz de Administração de Empresas. Ele foi o inventor do Analytic Hierarchy Process, um método para tomada de decisão multicritério, e do Analytic Network Process, sua generalização para decisões com dependência e feedback.
O Prof. Saaty lecionou estatística e pesquisa operacional na Escola Wharton de Administração de Empresas, Universidade da Pensilvânia, na Filadélfia, antes de se mudar para Pittsburgh. Também foi consultor de agências governamentais, como o Pentágono, e empresas privadas. O Prof. Saaty foi eleito membro da Academia Nacional de Engenharia dos Estados Unidos, em 2005, e da Real Academia de Ciencias Exactas, Físicas y Naturales, em 1971. Em 1973, ele recebeu o Prêmio Lester Ford da Mathematical Association of America. Em 2000 ele recebeu a medalha de ouro da International Society on Multiple Criteria Decision Making; em 2007, o Prêmio Akao do QFD Institute; em 2008, ele recebeu o Prêmio de Impacto do INFORMS.